# La Parranda
La Parranda es una zarzuela en tres actos con música de Francisco Alonso y libreto de Luis Fernández Ardavín. Se estrenó el 26 de abril de 1928 en el Teatro Calderón de Madrid. Obra de trama sencilla, canta la belleza de la rica y frondosa Huerta murciana, la nobleza de sus gentes y las profundas raíces de sus tradiciones.
Luis Fernández Ardavín, poeta, periodista, dramaturgo y guionista cinematográfico, escribió un texto con magníficos versos que fueron muy aplaudidos, especialmente cuando la obra se dio a conocer en el Teatro Romea de Murcia.
La partitura de La Parranda es una de las mejores de Alonso e incluye números que recogen el ambiente y la luz de la región murciana, como el “Coro de botijeros”, la “Ronda de las solteras”, y el amor por la tradición en la "Salve de Auroros”. Destacan también el ”Dúo de Aurora y Miguel”, el simpático “Terceto cómico” que sostienen Carmela, Retrasao y Don Cuco y las pícaras “Coplas del quisiera”, en las que Retrasao da consejos a la recién casada Aurora. Y, sobre todo, la "Canción del platero", bellísima romanza de barítono. Pero sin lugar a dudas, la pieza más famosa es el "Canto a Murcia", interpretada por el protagonista Miguel y Coro.

## Personajes
| Personaje                                    | Tesitura       | Reparto del estreno, 26 de abril de 1928 |
| -------------------------------------------- | -------------- | ---------------------------------------- |
| Aurora, hermosa alfarera enamorada de Miguel | soprano        | Paquita Morante                          |
| Miguel, mozo enamorado de Aurora             | barítono       | Marcos Redondo                           |
| Carmela, recién casada con Retrasao          | tiple cómica   | Trini Avelli                             |
| Retrasao, calzonazos                         | tenor cómico   | Antonio Palacios                         |
| Don Cuco                                     | actor cantante | Eduardo Marcén                           |
| Don Manuel, cacique                          | actor cantante | Joaquín Torro                            |
| Padre Vicente, cura                          | actor cantante | Rafael María de Labra                    |

## Canto a Murcia
El Canto a Murcia es una pieza musical intensa y brillante y está considerado como uno de los finales de acto más impresionantes de la historia de la zarzuela. Es una exaltación de la hermosura de Murcia, de su huerta y de sus mujeres. Considerado uno de los símbolos que identifican a Murcia, su música, acompaña tanto los actos oficiales y solemnes que se celebran en el Ayuntamiento como los actos lúdicos y festivos, entre los que destacan las Fiestas de Primavera de Murcia. Tal es su popularidad y arraigo entre los murcianos, que se le atribuyen características de himno regional, aunque no es el himno oficial de Murcia, como aparece reflejado en algunos medios.